# NOTAR

Diagramma dei flussi aerodinamici in un elicottero con il sistema NOTAR. In basso la descrizione dell'effetto Coandă.

Il NOTAR, acronimo di NO TAil Rotor (senza rotore di coda), è un componente tecnologico usato nell'elicottero ideato dall'azienda statunitense McDonnell Douglas Helicopter Systems nella metà degli anni settanta, sviluppato negli anni successivi ed introdotto nella produzione di serie negli anni novanta.
Posto al termine della trave di coda è un sistema alternativo al tradizionale rotore di coda che ha la medesima funzione di contrastare l'imbardata indesiderata generata dal rotore principale, secondo quanto spiegato dalla legge di conservazione del momento angolare, utilizzando però un flusso d'aria opportunamente direzionato in luogo di un rotore. Questa tecnologia ha permesso di ottenere dei vantaggi in termini di inquinamento acustico e di sicurezza passiva del personale in fase di decollo ed atterraggio.

## Vantaggi e svantaggi

### Vantaggi
- Riduzione del rumore

Tra i benefici dei sistemi NOTAR va considerata la riduzione del rumore (gli elicotteri equipaggiati con il NOTAR sono tra gli elicotteri più silenziosi certificati). Ciò è conseguenza del fatto che fino al 60% del rumore prodotto da un elicottero convenzionale deriva dalla interazione tra i vortici generati dalle estremità delle pale del rotore principale con quelli prodotti dal rotore di coda.
- Aumento della sicurezza e affidabilità

Gli elicotteri vanno soggetti ad incidenti causati dall'urto del rotore di coda con rami di alberi, linee elettriche, il terreno o altri ostacoli. Eliminando il rotore di coda, si elimina il rischio e gli elicotteri NOTAR sono in grado di operare più agevolmente in luoghi dove gli elicotteri convenzionali sono esposti al rischio incidenti, cioè in vicinanza di alberi o palazzi.
- Riduzione delle vibrazioni

L'assenza di interazione tra i vortici del rotore principale e di coda porta alla riduzione delle vibrazioni.
- Riduzione del carico di lavoro per il pilota

La forza generata dall'effetto Coandă aumenta con la stessa intensità dell'aumento della coppia indesiderata. All'aumentare della coppia generata dal rotore principale, aumenta la necessità di forza anticoppia per mantenere l'elicottero allineato lungo l'asse longitudinale, ma nel contempo, aumenta l'effetto Coandă che deve favorire questo allineamento.

### Svantaggi
- Efficienza

Il sistema NOTAR non ha la stessa efficienza del rotore di coda e gli elicotteri equipaggiati con questo dispositivo devono sacrificare parte della potenza generata dai motori.
- Manovrabilità

Sebbene gli elicotteri con il NOTAR siano generalmente agili e stabili, ad alte velocità di avanzamento, le caratteristiche del flusso d'aria sulla trave di coda cambiano e l'effetto Coandă viene a mancare. Per questa ragione, è necessario adottare dei piani di coda dalla caratteristica forma a "H", in grado di fornire una forza contrastante la coppia indesiderata alle alte velocità, utilizzando delle superfici di controllo aerodinamiche come negli aerei. Come conseguenza, questo tipo di elicotteri può risultare difficile da far virare alle alte velocità e le grandi superfici di controllo limitano la velocità in volo traslato laterale.
- Aerodinamica

Continuano a sussistere forze indesiderate lungo le direzioni della traslazione e del rollio.

## Modelli che utilizzano il NOTAR

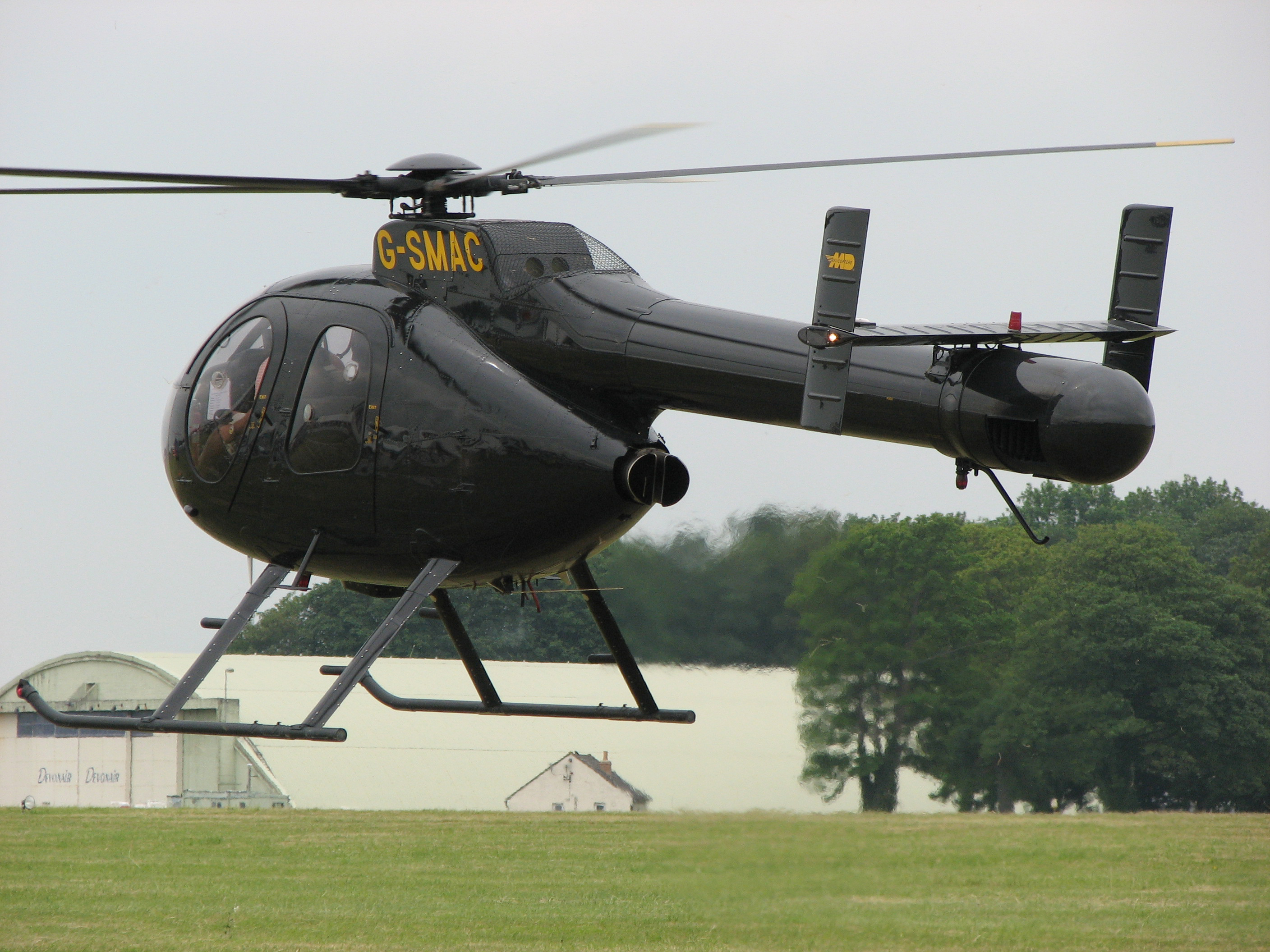
Vista posteriore di un MD 520N.

- MD 520N - variante NOTAR della serie Hughes/MD 500.
- MD 600N - versione maggiorata del MD 520N.
- MD Explorer.